# 3 Histórias da Bahia
3 Histórias da Bahia é um filme brasileiro cujo tema principal é o Carnaval de Salvador, um dos mais tradicionais do país. O orçamento desse filme foi de 350 mil dólares estadunidenses.

## Sinopse
Na Bahia tudo acaba em Carnaval. É exatamente isso que acontece nas três histórias, que se dão em épocas distintas, mas que nem por isso deixam de seguir a mesma fatal cronologia. Três viagens aos subterrâneos da Bahia, intitulados Agora é Cinza, O Pai do Rock e Diário de um Convento.

## Elenco
- Sérgio Mamberti[1]
- Rita Assemany
- Cyria Coentro
- Ingra Liberato
- Othon Bastos[1]
- Fábio Lago
- Osvaldo Mil
- Lucélia Santos[1]
- Dody Só
- Jackson Costa
- Alaor Lopes
- George Vassilatos